# Welyka Omeljana
Welyka Omeljana (ukrainisch Велика Омеляна; russisch Великая Омеляна Welikaja Omeljana, polnisch Omelana Wielka) ist ein Dorf in der Westukraine mit etwa 1600 Einwohnern.
Die Ortschaft liegt etwa 9 Kilometer südwestlich der Oblasthauptstadt Riwne am Fluss Ustja (Устя).

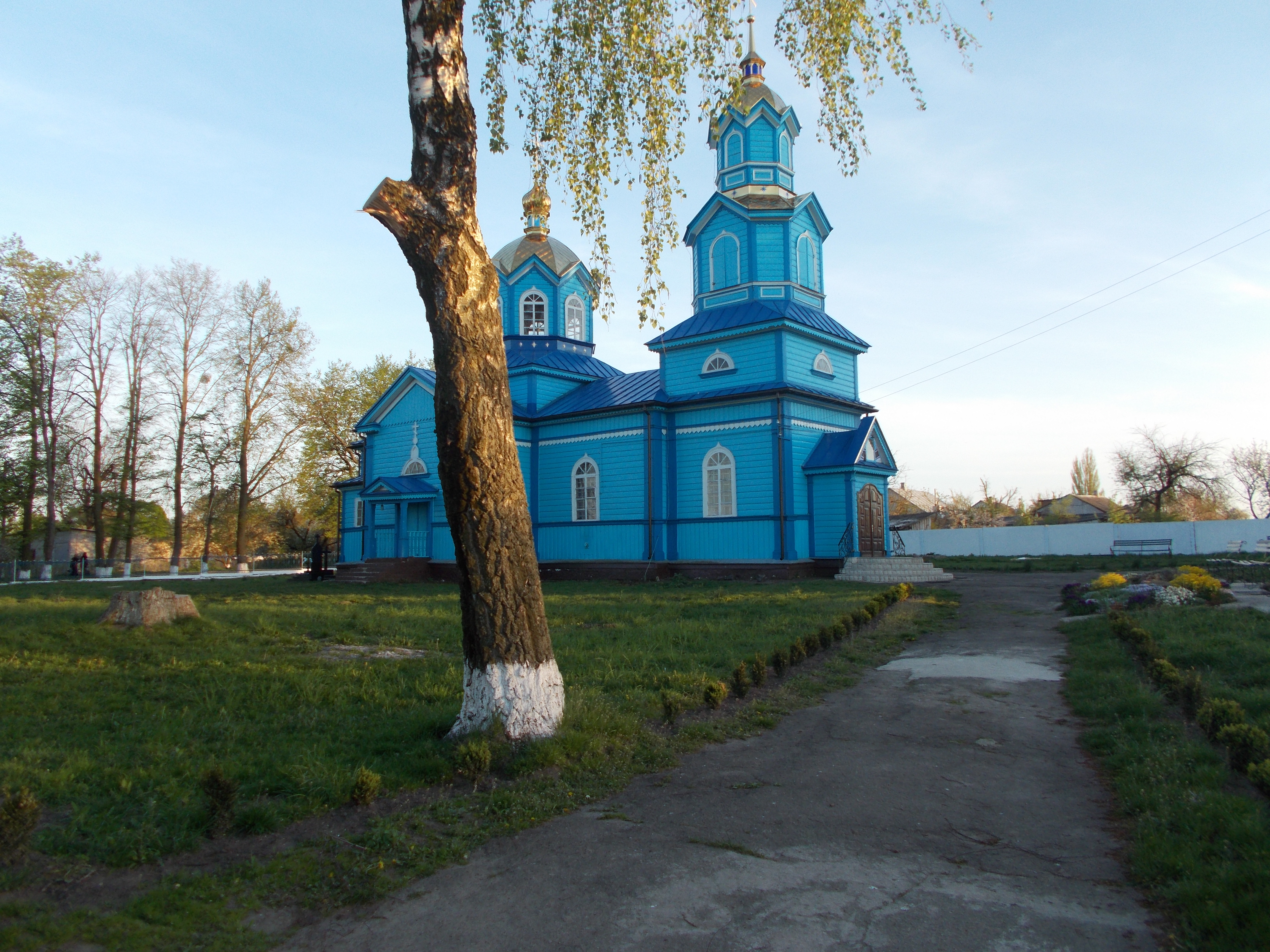
Kirche im Ort

## Geschichte
Der Ort wird 1487 zum ersten Mal schriftlich erwähnt und gehörte dann bis 1793 in der Woiwodschaft Wolhynien zur Adelsrepublik Polen-Litauen. Mit den Teilungen Polens fiel der Ort an das spätere Russische Reich und lag bis zum Ende des Ersten Weltkriegs im Gouvernement Wolhynien.
Nach dem Ersten Weltkrieg kam der Ort unter dem Namen Omelana Wielka zu Polen (in die Woiwodschaft Wolhynien, Powiat Równe, Gmina Dziatkiewicze), im Zweiten Weltkrieg wurde er zwischen 1939 und 1941 von der Sowjetunion besetzt. Nach dem Überfall auf die Sowjetunion im Juni 1941 wurde er dann bis 1944 von Deutschland besetzt, dies gliederte den Ort in das Reichskommissariat Ukraine in den Generalbezirk Brest-Litowsk/Wolhynien-Podolien, Kreisgebiet Rowno ein.
Nach dem Krieg wurde der Ort der Sowjetunion zugeschlagen. Dort kam das Dorf zur Ukrainischen SSR und seit 1991 ist es ein Teil der heutigen Ukraine.

## Verwaltungsgliederung
Am 20. Dezember 2019 wurde das Dorf zum Zentrum der neugegründeten Landgemeinde Welyka Omeljana (Великоомелянська сільська громада Welykoomeljanska silska hromada). Zu dieser zählen noch die 5 in der untenstehenden Tabelle aufgelistetenen Dörfer, bis dahin bildete es zusammen mit dem Dorf Weresnewe die Landratsgemeinde Welyka Omeljana (Великоомелянська сільська рада/Welykoomeljanska silska rada) im Zentrum des Rajons Riwne.
Folgende Orte sind neben dem Hauptort Welyka Omeljana Teil der Gemeinde:
| Name                     | Name           | Name                                 | Name       | Name |
| ukrainisch transkribiert | ukrainisch     | russisch                             | polnisch   |      |
| ------------------------ | -------------- | ------------------------------------ | ---------- | ---- |
| Dibriwka                 | Дібрівка       | Дибровка (Dibrowka)                  | Dąbrówka   |      |
| Hruschwyzja Druha        | Грушвиця Друга | Грушвица Вторая (Gruschwiza Wtoraja) | Średni Gaj |      |
| Hruschwyzja Perscha      | Грушвиця Перша | Грушвица Первая (Gruschwiza Perwaja) | Hruszwica  |      |
| Martyniwka               | Мартинівка     | Мартыновка (Martynowka)              | Martynówka |      |
| Weresnewe                | Вересневе      | Вересневое (Weresnewoje)             | -          |      |